# Isidoro Fernández
Isidoro Fernández del Castillo (San Sebastián, Guipúzcoa, 4 de enero de 1957) es un actor español.

## Biografía
Cursó estudios de derecho en la Universidad Autónoma de Madrid hasta tercer curso, cuando empezó a relacionarse con el mundo del teatro participando en montajes universitarios. En 1982, ingresó en la escuela Antzerti de San Sebastián, donde se diplomó como actor en la 1.ª promoción. Desde entonces, ha trabajado en numerosas producciones teatrales. Ha intervenido también en infinidad de series de televisión para ETB, TVE, Telecinco, etc. Además, ha trabajado también como director en algunos montajes teatrales, y en trabajos de doblaje, publicitarios y radiofónicos. Formó parte del equipo de Vaya semanita durante la temporada 2010-2011.

## Filmografía
- La infiltrada (Dir. Arantxa Echevarría, 2024)
- Rifkin's Festival (Dir. Woody Allen, 2020)
- El enigma Fulcanelli (2012)
- 3-60 (2012)
- Mugaldekoak (2010)
- Sukalde kontuak (2009)
- Looking for Mister X (2008)
- Kutsidazu bidea, Ixabel, dirigida por Fernando Bernués y Mireia Gabilondo(2006).
- Cosas que hacen que la vida valga la pena, dirigida por Manuel Gómez Pereira (2004).
- El final de la noche (2003)
- El diablo enamorado (2002)
- Algunas chicas doblan las piernas cuando hablan (2001)
- El vestido (2000)
- Manos de seda (1999)
- Sí, quiero..., dirigida por Eneko Olasagasti y Carlos Zabala (1998).
- 40 ezetz (1999)
- Pase negro (1998)
- Manos de seda, dirigida por César Martínez Herrada (1997).
- La buena vida (1996)
- Cuestión de suerte, dirigida por Rafael Moleón (1996).
- La buena madre (1995)
- Álbum de familia (1992)
- Amor y deditos del pie (1992)
- Offeko maitasuna (1992)
- Huntza (1992)
- Retrato de familia, dirigida por Luís Galvão Teles (1991).
- El invierno en Lisboa, dirigida por José A. Zorrilla (1991).
- Loraldia (El tiempo de las flores) (1991)
- Ander eta Yul, dirigida por Ana Díez (1989).
- El Diario Vasco (1989) (1989)
- Crónica de la guerra carlista (1872-1876) (1988)
- Lauaxeta, a los cuatro vientos (1987)
- Kareletik (1987)
- Zergatik Panpox? (1985)
- Ehun metro (1985)
- Tasio (1984)